# United States Forces in Austria
Die United States Forces in Austria (USFA) war die militärische Organisationseinheit der USA in der Besatzungszeit in Österreich nach dem Zweiten Weltkrieg, die von 1945 bis 1955 bestand und nicht nur militärisch-administrative Funktionen, sondern auch kulturell große Auswirkungen hatte.

## Organisation
Installiert wurde die United States Forces Austria am 5. Juli 1945.
Sie bestand aus Verbänden der 7. (März 1946 aufgelöst) und 3. US-Armee, und unterstand ab 1947 dem US-Oberkommando für Europa (European Command EUCOM), dann US Army Europe (USAREUR), Hauptquartier in Frankfurt am Main, ab Frühjahr 1948 in Heidelberg. Sie umfasste bis zu 40.000 Mann, Oktober 1954 nur mehr 15.000 Mann.
Erster Chef der USFA wurde General Mark W. Clark, Oberbefehlshaber der Bodentruppen im Italienfeldzug. Hauptquartier war Camp Riedenburg, die heute nicht mehr vorhandene Riedenburgkaserne in Salzburg-Riedenburg; wichtigster Truppenstandort seit 1951 war Camp Roeder in Wals-Siezenheim (Schwarzenbergkaserne), später die größte Kaserne des Österreichischen Bundesheeres und eine der großflächigsten Militärunterkünfte Mitteleuropas. Zusätzlich gab es noch ein untergeordnetes Hauptquartier in Wien.
Als Flagge führten die USFA die Farben Blau-weiß-rot, was eine Kombination der US-Flagge mit der österreichischen darstellen sollte. Die Insignien zeigen Schwert und Palmwedel.
Anders als die sowjetische Besatzungsmacht, die aus einem armen, kriegszerstörten Land kam und wegen ihrer zahlreichen Übergriffe kaum Popularität genoss, wurden 1945 die Besatzungstruppen der westlichen Alliierten, vor allem jene der USA, in Österreich mit Erleichterung und Sympathie aufgenommen. Sie selbst sahen sich, im Gegensatz zu den Besatzern in Deutschland, als Befreier – aufgrund der Moskauer Deklaration, nach dem Österreich das erste Opfer Nazideutschlands gewesen sei.

## Tätigkeiten
Die vornehmlich die Jugend erfassende „Coca-Kolonisation“ wurde durch die Besatzungssoldaten und ihre kulturellen und sportlichen Vorlieben wesentlich gefördert. So wurde unter anderem der Basketballsport durch die auch von österreichischen Vereinen mit benützte USFA-Basketballhalle im Wiener Messepalast gefördert, die Umwandlung des Kolosseum-Kinos in ein amerikanisches Soldatenkino („Yanks“) hatte wichtige Auswirkungen auf den Wiener 9. Bezirk Alsergrund, und die von der amerikanischen Besatzungsmacht geführten Medien (Tageszeitung Wiener Kurier, Sendergruppe Rot-Weiß-Rot, zunächst mit Zentrale in Salzburg, Blue Danube Network) hatten großen Einfluss auf die Prägung der österreichischen Nachkriegsmentalität. Ebenfalls auf kulturelle Wirkung ausgerichtet war die Schaffung der von der Information Service Branch (ISB) geführten Bibliotheks-Institution Amerika-Haus. Amerikahäuser gab es in Salzburg, Linz und Wien, wovon nur mehr jenes in Wien existiert. Auch die medialen Aktivitäten der amerikanischen Besatzungsmacht im Print- und Funkbereich wurden nach dem Staatsvertrag stark zurückgefahren.

## Oberkommandierende der USFA
Kommandierender General USFA waren:
- 1945–1947 Hochkommissar General Mark W. Clark
- 1947–1950 Hochkommissar Generalleutnant Geoffrey Keyes
- 1950–1952 Generalleutnant Stafford LeRoy Irwin
- 1952–1953 Generalleutnant George P. Hays[5]
- 1953–1955 Generalmajor William H. Arnold[6]

Nach 1950 unterstand die militärische Leitung politisch dem mit dem Botschafter zivil besetzen Hochkommissar, Walter J. Donnelly bis 1952, dann Llewellyn E. Thompson.